# Markelda Montenegro
Markelda Montenegro de Herrera (San Lorenzo, Chiriquí, 30 de enero de 1957) es una científica social panameña especializada en derechos humanos y desigualdad de género,  además de que ha desempeñado como Ministra en el Ministerio de La Mujer.

## Biografía
Nació el 30 de enero de 1957 en San Lorenzo, Provincia de Chiriquí, Panamá. En 1987 se graduó en derecho y ciencias políticas, y en 2013 se recibió en la maestría en educación, ambas completadas en la Universidad de Panamá.
Las investigaciones de Montenegro se han centrado en los derechos humanos y la desigualdad de género, incluyendo proyectos como "Claves de éxito para una educación de calidad, desigualdad de género en el acceso a cargos electos" y "Factores implicados en el feminicidio en Panamá, en mujeres indígenas Ngäbe-Buglé y afrodescendientes". Ha impartido docencia en la Universidad de Panamá en temas de derecho, género y derechos humanos, y ha trabajado en otras áreas como el programa de bibliotecas comunitarias del país, la promoción de la participación ciudadana y la capacitación en género. Fue miembro de la comisión que modificó el código penal de Panamá para reconocer el feminicidio.Montenegro fue la primera directora general del Instituto Nacional de la Mujer panameño, elegida en 2009.Fue elegida vicepresidenta de la Comisión Interamericana de Mujeres (CIM) para el período 2013-2015.En 2014 el Parlamento Centroamericano (PARLACEN) la declaró “Mujer Destacada” en reconocimiento a su trabajo por los derechos de las mujeres en la región.